# Phlegra albostriata
Phlegra albostriata är en spindelart som beskrevs av Simon 1901. Phlegra albostriata ingår i släktet Phlegra och familjen hoppspindlar. Inga underarter finns listade i Catalogue of Life.